# 黃周星
黄周星（1611年—1680年），字景虞，号九烟、圃庵、而庵笑仓道人。直隸上元縣（今江苏南京）人，明朝政治人物，進士出身。

## 生平
黄周星出生時為周氏乞養，故從周姓，由湖廣湘潭入籍。崇禎六年（1633年）癸酉科順天鄉試中式，崇祯十三年（1640年）中庚辰科进士。崇祯十七年（1644年），南京福王朝廷授户部主事，同年請復黃姓，加於原名之前。
明亡不仕，浪迹吴越之间，授經為生。晚年“依其吴婿侨寓吴兴之南”。康熙十七年，有人以博学鸿儒荐之，不赴，避居湘潭。康熙十九年（1680年）五月五日自撰墓志《解脱吟》十二章，飲酒大醉，自沉而死。

## 著作
黃周星曾與書商汪象旭合作，推出《西遊證道書》。黄周星好猜謎，有“谜坛宗匠”之称，著有《廋词》。有《夏為堂詩略刻》十一卷、《九煙先生遺集》六卷。
- 《解脫吟》首章詩曰：

苦海空過七十年，文章節義總徒然。
今朝笑逐罡風去，縱不飛升也上天。